# Brevipalpus ipomoeae
Brevipalpus ipomoeae är en spindeldjursart som beskrevs av Baker och James P. Tuttle 1964. Brevipalpus ipomoeae ingår i släktet Brevipalpus och familjen Tenuipalpidae. Inga underarter finns listade.